# Minderheitensprache
Als Minderheitensprache wird eine Sprache bezeichnet, die in einem abgegrenzten Gebiet (z. B. ein Staat, ein Gliedstaat oder ein Landkreis) von einer Minderheit der Bevölkerung gesprochen wird und sich von der Sprache der Mehrheit unterscheidet.

## Grundlagen
Die Europäische Charta der Regional- oder Minderheitensprachen vom 5. November 1992 definiert Minderheitensprache als eine Sprache, die von einer Minderheit in einem Staatsgebiet gebraucht wird, sich von der Amtssprache unterscheidet und weder ein Dialekt noch die Sprache von Zuwanderern ist. Die Charta unterscheidet dabei nicht zwischen Minderheiten- und Regionalsprachen – wissenschaftlich werden Erstere oft ethnisch bestimmt, letztere über die regionale Verbreitung. In vielen Fällen überschneiden sich aber beide Unterscheidungsmerkmale.

## Bedrohungen
Minderheitensprachen stehen oft unter einem Druck zur Übernahme der Mehrheitssprache, die bis zum Sprachtod führen kann. Gerade die Sprachen von politisch weniger einflussreichen Gruppen, zum Beispiel von indigenen Völkern, sind bedroht (siehe auch Liste bedrohter Sprachen).

## Beispiele
In Deutschland fallen Nordfriesisch, Saterfriesisch, Dänisch, Ober- und Niedersorbisch sowie Romani unter die Definition einer Minderheitensprache. Regionalsprache ist beispielsweise Plattdeutsch, das seit 1994 zusätzlich als Minderheitensprache anerkannt ist. Als Varietät des Plattdeutschen bzw. Niederdeutschen zählt auch das Plautdietsche, das über die Migrationsbewegungen der russlanddeutschen Mennoniten inzwischen auch in Nord- und Südamerika verbreitet ist.
In Österreich sind Burgenlandkroatisch, Romani, Slowakisch, Slowenisch, Tschechisch und Ungarisch als Sprachen autochthoner Minderheiten anerkannt. Ungarisch, Slowenisch und Burgenlandkroatisch gelten im jeweiligen Hauptverbreitungsgebiet als regionale Amtssprachen.
Unter den Minderheitensprachen nehmen die Gebärdensprachen, die in der Schweiz und Österreich einen offiziellen Status haben, eine Sonderstellung ein: Sie sind keiner ethnischen Minderheit zuzurechnen, sondern einer Gruppe, die unter den Status der Behinderung fällt. Dessen ungeachtet bilden Gehörlose jeweils eine eigenständige Bevölkerungsgruppe mit identitätsstiftender sprachlicher Tradition und Kultur.
In Südtirol ist Ladinisch Minderheitensprache. Deutsch hingegen ist zwar innerhalb der autonomen Provinz Mehrheitssprache und Italienisch Minderheitensprache – jedoch ist das Verhältnis dieser beiden Sprachen bezogen auf ganz Italien umgekehrt.